# Campionati europei di Yngling
I Campionati europei di Yngling  sono una competizione sportiva annuale organizzata dalla Federazione Internazionale della Vela. La prima edizione si è svolta nel 2004 a Stavoren.

## Edizioni
| Edizione | Anno | Città      |
| -------- | ---- | ---------- |
| I        | 2004 | Stavoren   |
| II       | 2006 | Medemblik  |
| III      | 2007 | Warnemünde |
| IV       | 2008 | Blanes     |
| V        | 2018 | Horten     |
| VI       | 2019 | Altmünster |

## Medagliere
| Posiz. | Nazione     | Oro | Argento | Bronzo | Totale |
| ------ | ----------- | --- | ------- | ------ | ------ |
| 1      | Paesi Bassi | 1   | 4       | 3      | 8      |
| 2      | Russia      | 1   | 1       | 0      | 2      |
| 3      | Germania    | 1   | 0       | 1      | 2      |
| 4      | Danimarca   | 1   | 0       | 0      | 1      |
| 4      | Spagna      | 1   | 0       | 0      | 1      |
| 4      | Regno Unito | 1   | 0       | 0      | 1      |
| 7      | Austria     | 0   | 1       | 1      | 2      |
| 8      | Grecia      | 0   | 0       | 1      | 1      |
| Totale | Totale      | 6   | 6       | 6      | 18     |